# Alexandra Pawlowna Krutikowa

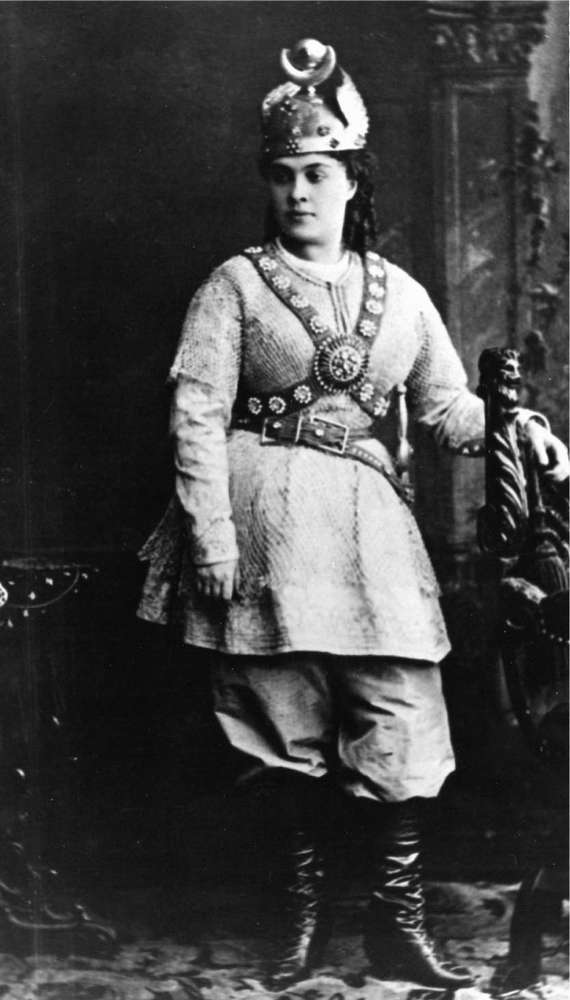
Alexandra Krutikowa

Alexandra Pawlowna Krutikowa (russisch Алекса́ндра Па́вловна Кру́тикова, wiss. Transliteration Alexandra Pawlowna Krutikowa, französische Transliteration Alexandra Pavlovna Kroutikova; * 1851 in  Sankt Petersburg, Russisches Kaiserreich; † 1919) war  eine russische Opernsängerin (Mezzosopran).

## Leben
Krutikowa legte ihr Examen im Jahr 1872 bei Henriette Nissen-Saloman am Sankt Petersburger Konservatorium ab. Ihren ersten öffentlichen Auftritt hatte sie 1873 im Mariinski-Theater. Sie spielte die Rolle der Wanja in der Oper Ein Leben für den Zaren von Michail Glinka.
Pjotr Tschaikowski schätzte das Talent der Sängerin und widmete ihr die zwei Romanzen Versöhnung (op. 25,1 von 1874) und Nur Du allein (op. 57,6 von 1884).
Alexandra Krutikowa war mit dem Bariton Bogomir Korsow verheiratet.